# 속삭임

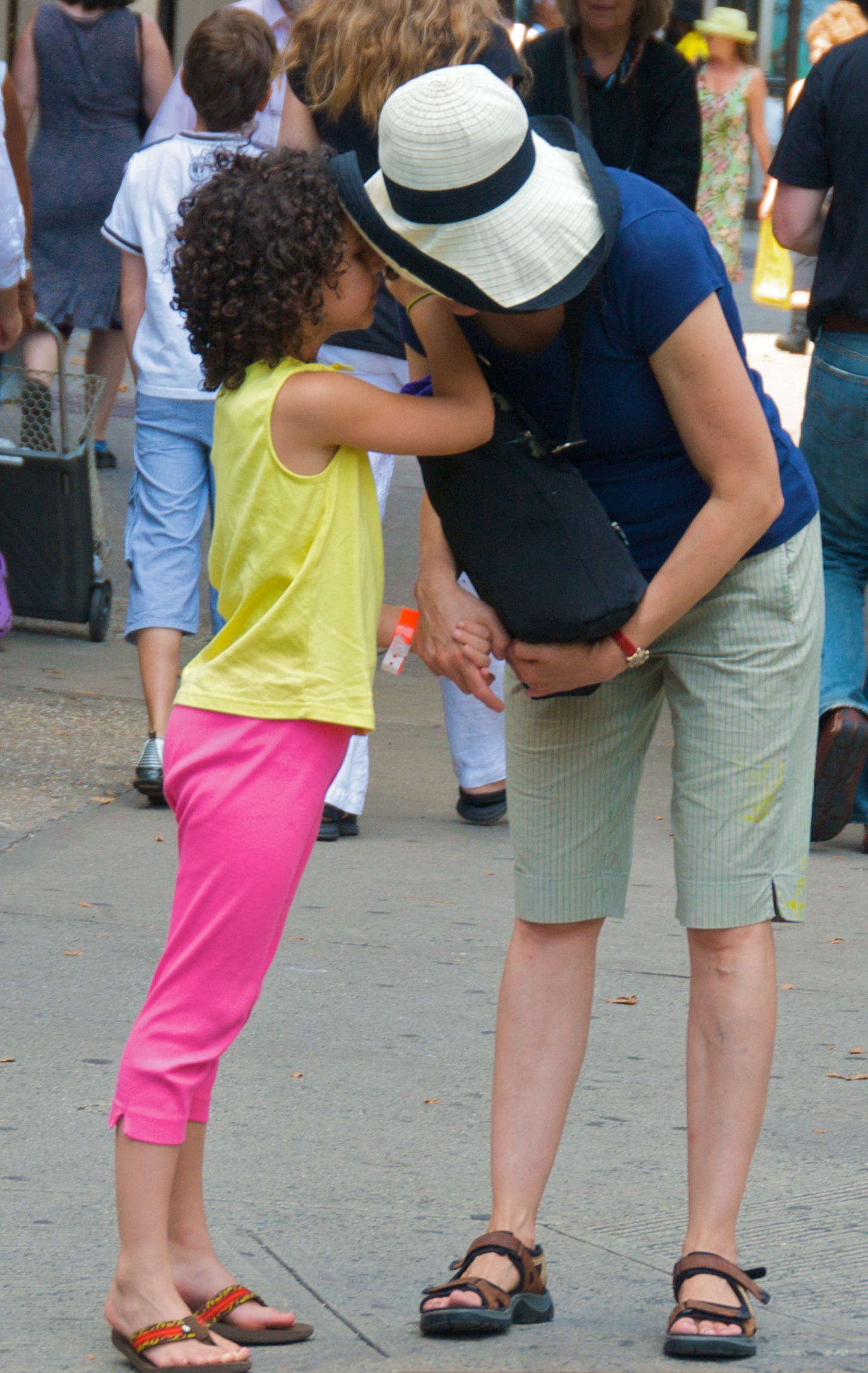
속삭이는 소녀

속삭임은 발성에 있어서 성대를 진동시키지 않고 무성화할 때의 목소리이다. 국제 음성 학회가 정한 5가지의 음질 (발성) 중 하나이다.
속삭임은 다른 발성법들에 비해 성대에 무리를 줄 수 있으므로 너무 자주 속삭이지 않는 것이 좋다.

## 같이 보기
- 옮겨 말하기
- 칵테일 파티 효과